# Paenibacillus polymyxa
Paenibacillus polymyxa — грам-позитивна споротвірних паличкоподібна бактерія роду Paenibacillus, типовий вид цього роду. P. polymyxa є продуцентом антибіотику поліміксину. Мешкає в ризосфері рослин і захищає рослину-хазяїна від деяких фітопатогенів.

## Біологічні властивості

### Морфологія
P. polymyxa — паличкоподібна бактерія розміром 2-5 × 0,6-0,8 мікрон, формує термостійку овальну ендоспору, що перевищує розмір клітини (клітина має форму лимону). Синтезує леван з цукрози, формує слизисту оболонку.

### Культуральні властивості
P. polymyxa — хемоорганогетеротроф, аероб, факультативний анаероб (здатний до нітратредукції). Росте на простих живильних середовищах. На агаризованих живильних середовищах формує безбарвні, плоскі або опуклі, гладкі і слизисті колонії з пильчастим краєм. Утворює каталазу, реакція Фогеса-Проскауера позитивна (VP тест), гідролізує казеїн, желатин і крохмаль. Утилізує L-арабінозу з утворенням кислоти і газу, D-глюкозу, D-манітол і D-ксилозу. Не росте в присутності 5 % NaCl, не утворює індолу, не асимілює цитрат, не дезамінує фенілаланін, не розщеплює тирозин. Деякі штами здатні гідролізувати целюлозу. Здатний до фіксації атмосферного азоту.

## Застосування
P. polymyxa є продуцентом антибіотику поліміксину, також продукує і деякі інші антибіотики, що володіють бактерицидною і фунгіцидною дією. Ця бактерія мешкає в ризосфері рослин, утворюючи біоплівки і бере участь в біозахисті рослин. P. polymyxa має складні специфічні взаємовідношення з рослиною-хазяїном на молекулярно-генетичному рівні, змінюючи картину експресії генів рослини-хазяїна. Екзополісахариди P. polymyxa можуть використовуватися для біосорбції важких металів і відповідно використовуватися для очищення стічних вод і у промисловому видобутку цих металів.

## Ресурси Інтернету
- Paenibacillus polymyxa[недоступне посилання з лютого 2019]
- Paenibacillus Ash et al. 1994, gen. nov.
- Paenibacillus polymyxa E681 project at Korea Research Institute of Bioscience and Biotechnology (KRIBB)